# Henri Pellier
Henri Pellier, né le 19 juin 1863 à Louviers (Eure) et mort le 9 février 1942, est un écrivain, dramaturge et scénariste français.

## Biographie
Élève du collège Stanislas, il a racheté, avec ses anciens condisciples Henri Turot et Marcel Sembat, en 1892, le journal La Petite République.
On lui doit de nombreux ouvrages, dont certains écrits en collaboration. Il a également écrit sous les pseudonymes « Pierre Linel » et « Pierre Hellin ».

## Œuvres

### Théâtre
- Les Malheurs de Potiron, pièce en 1 acte, 1918.

### Scénarios
- Chalumeau a peur des femmes (1921), film de Jean Hémard.

### Ouvrages

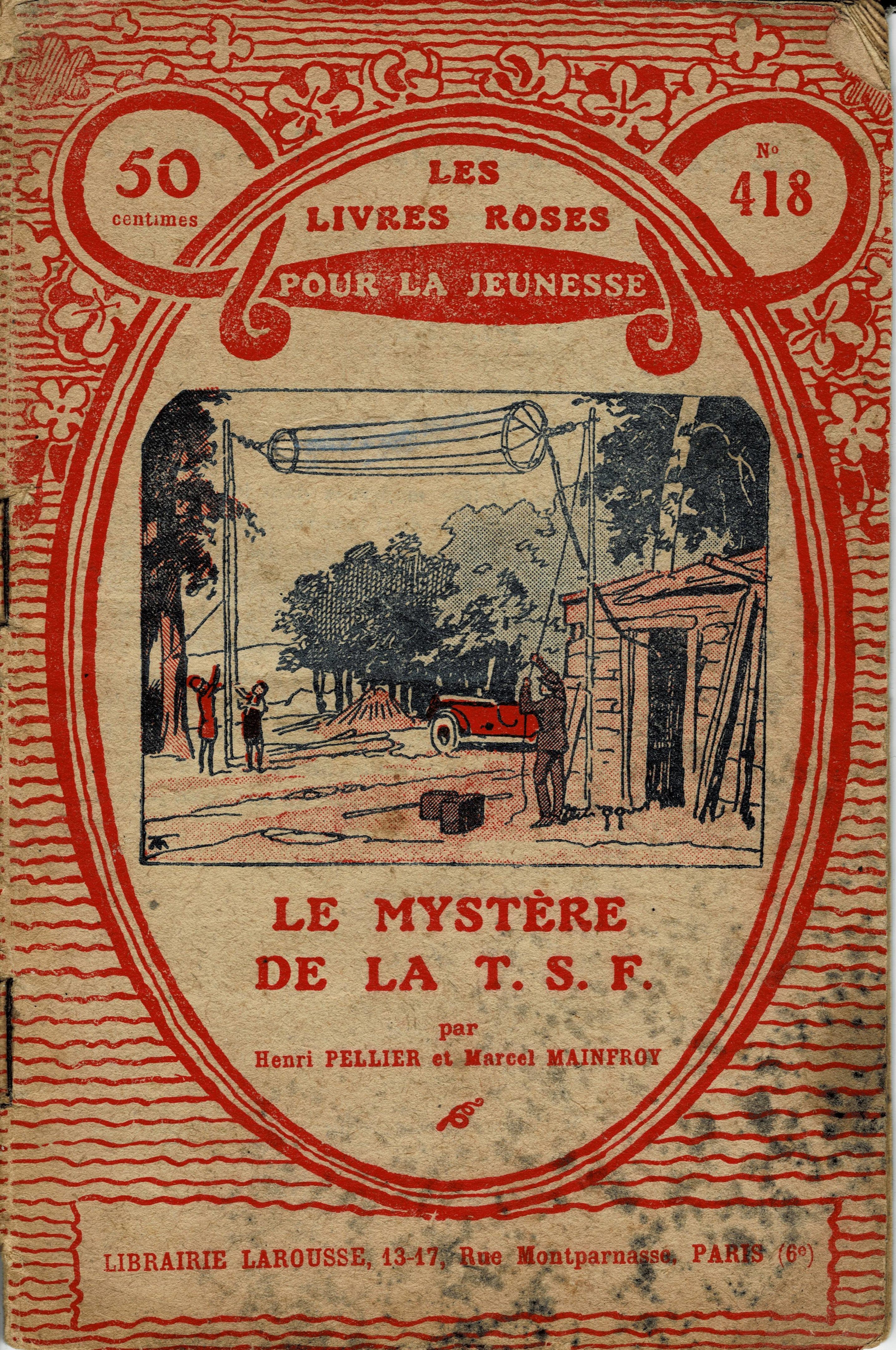
Le mystère de la T.S.F., en 1927

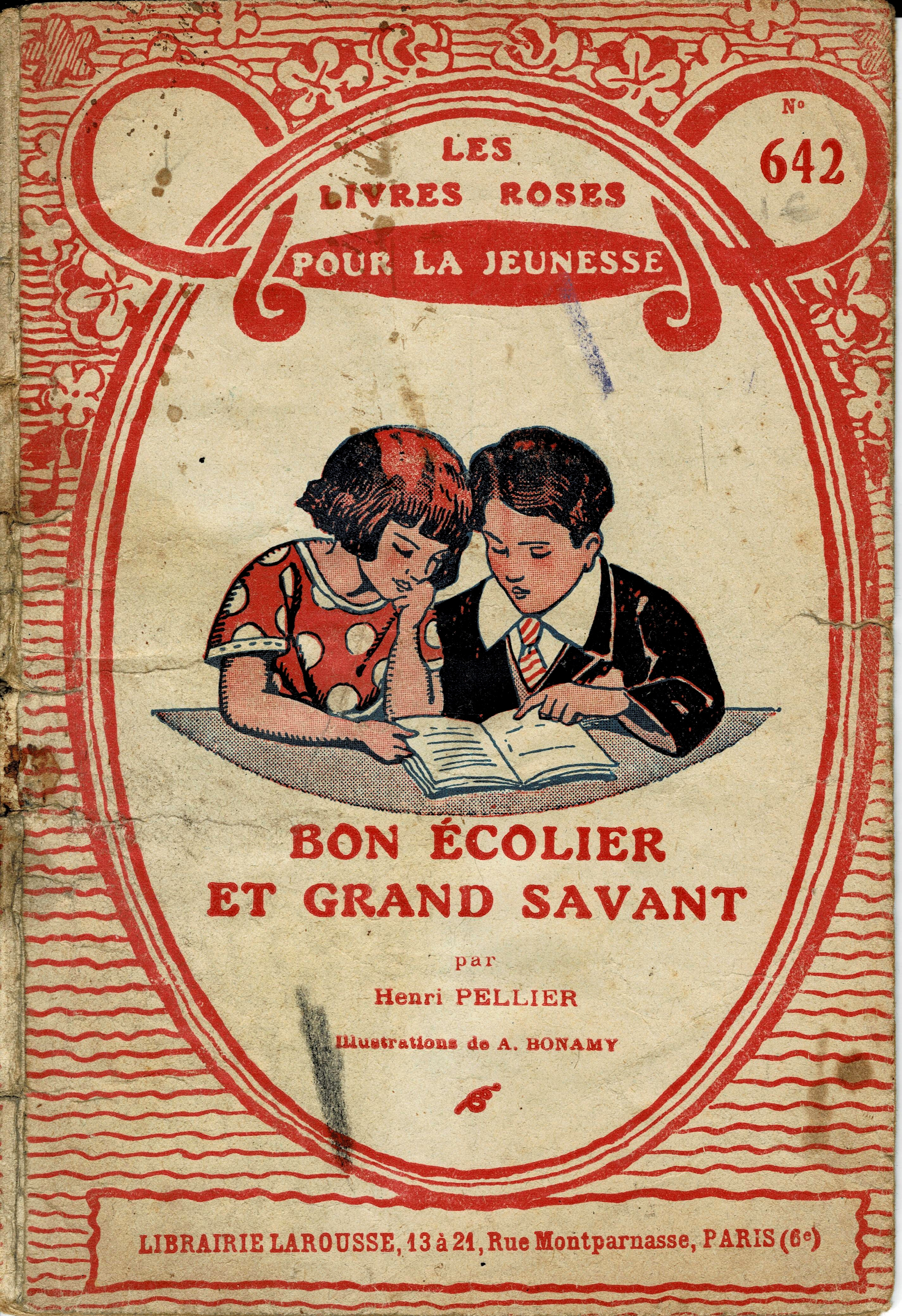
Bon écolier et grand savant, en 1936

- Les Jouets meurtriers. Fend-l’air et Margot, 1917.
- Le Secret du vieux fermier, 1917.
- La Petite Exilée, 1917.
- L’Ami du grand blessé, 1918.
- L’Attaque de Zeebrugge, 1918.
- La Jeune Infirmière, 1918.
- Le Serment des trois Hindous, 1918.
- En l’an 1950, 1919.
- Jour de victoire (11 novembre 1918), 1919.
- Aux petits Français. Pour qu’ils se souviennent, préface de Ferdinand Brunot, 1920.
- La Fille du nouveau riche, 1920.
- Les Quatre serviteurs de Bambou, 1920.
- Les Douze francs de Richard, 1920.
- Un grand savant, 1921.
- Un grand explorateur, 1922.
- L’Automobile du petit Pierre, 1922.
- Deux jeunes aviateurs, 1922.
- La Première bicyclette, 1922.
- Le Petit Magicien (2e livre), 1923.
- Le Petit Mineur, 1923.
- Légendes japonaises, 1924.
- À travers le nord-africain, 1924.
- L’Ami des enfants, 1924.
- Le Lion Brutus, 1924.
- Cyrano de Bergerac, 1924.
- Contes de Gascogne, 1924.
- Deux petits colons, 1924.
- Le Petit charpentier, 1925.
- Le Château des mots croisés, 1926.
- La Course aux images, 1927.
- Le Mystère de la T.S.F, 1927.
- La conquête de la mer, 1927.
- Aux camps de vacances, 1927.
- Un esprit résolu, 1929.
- Le Miracle de l’automobile, 1930.
- Les Rayons du docteur Volt, 1931.
- Le Chemin du bonheur, 1931.
- La Tabatière magique, 1931.
- En Indochine, 1931.
- Contes des colonies, 1931.
- Une héroïne de quatorze ans, 1931.
- À Madagascar, 1931.
- Carpeaux, 1931.
- Le Petit explorateur, 1931.
- Le centenaire de l’Algérie, 1931.
- Belles histoires de tous les temps, 1932.
- L’Inventeur de l’hélice, 1932.
- Paul Doumer, 1932.
- Deux Jeunes Sioux à l’école, 1932.
- Le Tour du monde en huit jours, 1932.
- Le Petit Naturaliste, 1932.
- Walter Scott à Paris, 1932.
- Les Surprises du cinéma, 1933.
- Le Premier Bateau à vapeur, 1933.
- Les Animaux s’amusent, 1934.
- Seul dans le Sahara, 1934.
- L’Avion mystérieux, 1934.
- Le Serpent de mer, 1934.
- Le Petit Imprimeur, 1934.
- Au jardin zoologique, 1935.
- La poupée de caoutchouc, 1935.
- Un Grand horloger, 1935.
- Les Tribulations d’un savant, 1937.
- L’Homme-oiseau, 1937.
- À travers les expositions, 1937.
- Aventures d’un éléphant, 1937.
- Denis Papin, 1937.
- L’Amérique en l’an 1000, 1937.
- Un ancêtre de La Fontaine, 1937.
- Ampère, 1937.
- L’Oncle d’Amérique, 1937.
- Un voyage en fusée, 1938.
- L’Ile aux Aigrettes, 1939.
- La Découverte de Laennec, 1938, avec Jean Hesse.
- Les Ballons dirigeables, avec Pierre Demousson, 1931.
- Au fond de la mer, avec Pierre Demousson, 1931.